# Rohn (Orgelbauer)
Rohn war eine Orgelbaufirma und eine Familie von Orgelbauern in Wormditt in Ostpreußen im 19. Jahrhundert.

## Orgelbaumeister

### Johann Rohn I
Das Geburtsjahr Johann Rohn (I) ist unbekannt. Er war Schüler von Carl August Buchholz in Berlin. 1830 soll er nach Firmenangaben die Werkstatt in Wormditt gegründet haben. Von 1837 ist ein Orgelneubau als erste heute noch bekannte Arbeit überliefert. Johann Rohn war der wichtigste Orgelbauer in Ostpreußen zu seiner Zeit und schuf etwa 80 neue Orgeln, dazu Umbauten und Reparaturen.
1859 starb er.

### Johann Rohn II
Johann Rohn (II) übernahm die Werkstatt des Vaters. Die Anzahl der von ihm gebauten Orgeln ist nicht bekannt. Von 1882 sind letzte Arbeiten erwähnt, 1885 wurde er als verstorben bezeichnet.

### Otto Wilhelm
Otto Wilhelm war kein Mitglied der Familie. Er leitete die J. Rohn'sche Orgelbauanstalt in Wormditt Ostpr. seit 1882. Inhaberin blieb Emilie Rohn als Witwe mindestens bis 1885. 1894 übernahm Bruno Goebel die Leitung, wobei Otto Wilhelm weiter mitarbeitete. 1898 wurde dieser letztmals mit Arbeiten genannt.

### Johann Rohn III/John Rohn
Johann Rohn (III) wurde um 1870 geboren und war beim Tod des Vaters 14 Jahre alt. Er gründete 1893 in Milwaukee in den USA die Firma John Rohn Church, Chapel and Concert Pipe Organs of the Improved and Modern System. 1895 bewarb er sich um den Bau einer neuen Orgel in der Evangelischen Kirche in Wormditt ohne Erfolg. Sein weiterer Werdegang ist unbekannt.

## Werkliste (Auswahl)
Johann Rohn I baute etwa 80 Orgeln, von denen heute nur ein Teil bekannt ist. Auch von den Nachfolgern wurden Neubauten, Umbauten und Reparaturen vorgenommen. Die Orgeln der Firma galten als solide und einfach, sie waren kaum anfällig für Reparaturen.
Einige Instrumente und Prospekte sind im heutigen Polen erhalten.
| Jahr        | Ort                                     | Gebäude                                                                 | Bild | Manuale | Register | Bemerkungen                                                                      |
| ----------- | --------------------------------------- | ----------------------------------------------------------------------- | ---- | ------- | -------- | -------------------------------------------------------------------------------- |
| 1839/1841   | Rössel (Reszel)                         | Katholische Kirche                                                      |      | III/P   | 33       |                                                                                  |
| 1840        | Wormditt (Orneta)                       | Katholische Kirche                                                      |      | ?       | ?        | vorher Orgel von Wolff, 1929 durch Goebel ersetzt                                |
| um 1843 (?) | Krossen (Krosno)                        | Katholische Kirche                                                      |      | II/P    | 23       | in Barockprospekt von Georg Wolff von 1731, 2000 restauriert, teilweise erhalten |
| 1844        | Frauendorf (Babiak)                     | Kirche                                                                  |      | II/P    | 15       | Im Umbau                                                                         |
| 1847        | Memel (Klaipėda)                        | Litauische Kirche                                                       |      | II/P    | 28       | nicht erhalten                                                                   |
| 1849        | Wuslack (Wozławki)                      | Kirche                                                                  |      | II/P    | 13       | erhalten, um 1880 Umbau durch J. Rohn II                                         |
| 1850/52     | Lyck (Ełk)                              | Evangelische Kirche                                                     |      | III/P   | 38       | nicht erhalten                                                                   |
| 1857        | Braunsberg-Neustadt (Braniewo)          | Evangelische Kirche, heute griechisch-katholische Dreifaltigkeitskirche |      |         |          | teilweise erhalten                                                               |
| 1858        | Borchersdorf, Kreis Neidenburg (Burkat) | Kirche                                                                  |      | I/P     | 10       |                                                                                  |
| 1858        | Jedwabno                                | Kirche                                                                  |      | II/P    | 18       |                                                                                  |
| 1860        | Kumilsko (Kumielski)                    | Kirche                                                                  |      | I/P     | 13       | erhalten                                                                         |
| 1860        | Raudnitz (Rudzienice)                   | Kirche                                                                  |      | II/P    | 18       |                                                                                  |